# The Aeronauts
The Aeronauts (dt. Die Aeronauten) ist ein Abenteuerfilm von Tom Harper, der am 30. August 2019 im Rahmen des Telluride Film Festivals seine Premiere feierte. Im Zentrum der Filmbiografie stehen der Ballonfahrtpionier James Glaisher und die ihm an die Seite gestellte fiktive Amelia Wren. Am 8. November 2019 kam der Film in die Kinos im Vereinigten Königreich, am 6. Dezember 2019 in die US-Kinos und wurde am 20. Dezember 2019 in das Programm von Prime Video aufgenommen.

## Handlung
Im Jahr 1862 treffen sich der ehrgeizige Meteorologe James Glaisher und die wohlhabende junge Witwe und Pilotin Amelia Wren in London, um zusammen unter den Augen einer zahlenden Menschenmenge eine Aufsehen erregende Ballonexpedition zu unternehmen.
Glaisher will mit der Expedition seine Theorien über Luftschichtung und Vorhersagbarkeit von Wetter beweisen. Rückblenden zeigen, dass er von seinen Wissenschaftskollegen der Royal Society belächelt, sogar verhöhnt wird, da man gemeinhin seine Theorien für Hirngespinste hält. Wegen des öffentlichen Unmuts über sein Vorhaben versuchen seine Eltern, ihn zu überreden, einen anderen Weg einzuschlagen als den eines Wissenschaftlers. Er sucht Wren auf, die von Visionen über den Tod ihres geliebten Mannes Pierre Rennes heimgesucht wird, der bei einer gemeinsamen Ballonfahrt abgestürzt ist. Nach einigen Versuchen und mit Unterstützung seines Freundes John Trew kann Glaisher die Pilotin überreden, den geplanten Flug mit ihm durchzuführen, trotz der Bedenken ihrer Schwester Antonia.
Für Glaisher ist es die erste Ballonfahrt, mit der gleichzeitig der bestehende französische Höhenrekord gebrochen und höher als jeder andere in der Menschheitsgeschichte aufgestiegen werden soll. Die Inszenierung des Starts durch einen Showmaster ist dem Theoretiker Glaisher sichtlich unangenehm. Sie steigen schnell auf und Glaisher, der eine Vielzahl von Messgeräten sowie Brieftauben an Bord hat, führt seine wissenschaftlichen Messungen durch. Von Zeit zu Zeit schickt er Zwischenergebnisse der Flug- und Wetterdaten per Brieftaube an Trew für den Fall, dass sie nicht lebend zurückkehren. Währenddessen kommen sich die beiden unterschiedlichen Charaktere näher. Als sie in einen Sturm geraten, den Glaisher nicht vorhergesagt hat, und der Ballonkorb heftig schwankt, rettet er sie vor dem Absturz.
Mit dem Aufstieg über die Wolken kehrt Ruhe ein und sie sind begeistert von der Aussicht, die sich ihnen bietet. Schließlich übersteigt der Ballon die Höhe von 23.000 Fuß, wodurch sie den bisherigen Rekord gebrochen haben. Glaisher will unbedingt weiter aufsteigen, um noch mehr Messergebnisse zu sammeln, doch Wren macht ihm klar, dass sie bald mit dem Abstieg beginnen müssen. Die Temperatur beträgt mittlerweile 15 Grad Celsius unter Null und der Ballon ist mit Schnee und Eis bedeckt. Um Gewicht zu sparen, hat Glaisher auf wärmende Kleidung verzichtet und leidet zudem wegen der dünnen Luft an Sauerstoffmangel. Als Wren den Abstieg einleiten will, kommt es zu einem heftigen Streit. Sie erzählt ihm die Geschichte, wie ihr Mann sich bei der letzten Fahrt geopfert hatte, um den Ballon leichter zu machen und so ihr Leben zu retten, und kann Glaisher dadurch überzeugen, dem Abstieg zuzustimmen. Allerdings ist das Gasablassventil zugefroren, so dass der Ballon immer weiter aufsteigt und die Ballonnähte aufgrund der Ausdehnung des Gases zu reißen drohen. Während Glaisher bewusstlos im Korb liegt, klettert Wren an der Außenseite des Ballons bis nach oben. Mit Erfrierungen an den Händen klemmt sie einen Schuh in das Ventil, so dass das Gas langsam abströmt und der Ballon sinkt. Wren verliert das Bewusstsein und fällt vom Ballon, wird jedoch durch das Seil, mit dem sie sich gesichert hatte, aufgehalten.
Als sie, kopfüber am Sicherungsseil neben dem Korb baumelnd, wieder zu sich kommt, schafft sie es zurück in den Korb und kann Glaisher aufwecken. Bald merken sie, dass sie mittlerweile viel zu schnell sinken. Sie werfen allen Ballast ab, doch es reicht nicht. Also klettern sie in den Rahmen über dem Korb und schneiden den schweren Korb ab, stürzen aber immer noch zu schnell. Wren will sich opfern und abspringen, doch Glaisher schneidet einige Seile durch, so dass der Ballon als Fallschirm fungiert und ihren Absturz stark verlangsamt. Sie schlagen dennoch hart auf und sind beide verletzt, haben aber überlebt.
Mit ihrer Ballonfahrt haben sie einen neuen Höhenrekord von 37.000 Fuß (ca. 11,3 km) aufgestellt. Glaisher hat sich den Respekt seiner Kollegen bei der Royal Society und den seiner Eltern erobert, und seine Arbeit ebnet den Weg für die ersten Wettervorhersagen. Schließlich unternehmen Glaisher und Wren eine weitere gemeinsame Ballonfahrt.

## Hintergrund

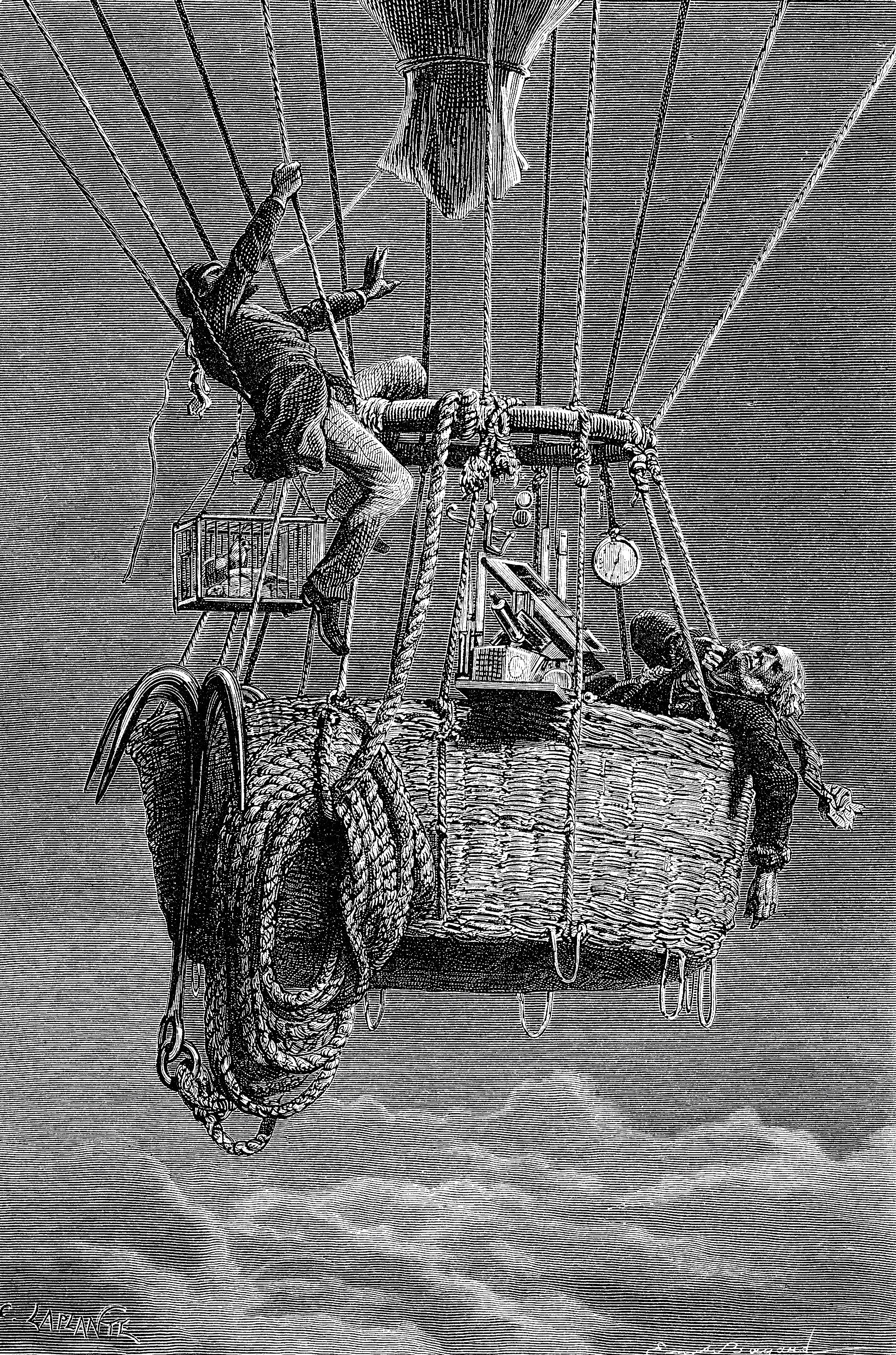
Zeitgenössische Darstellung der Rekordfahrt, links Henry Coxwell, rechts James Glaisher

James Glaisher hatte einige Jahre in Irland bei Landvermessungen gearbeitet, bis er den Posten eines Assistenten bei den Sternwarten in Cambridge und Greenwich bekam. Nach der Gründung der Abteilung für Meteorologie und Magnetismus in Greenwich übernahm er 1838 deren Leitung und übte diese 34 Jahre bis zu seinem Eintritt in den Ruhestand aus. Er war Gründungsmitglied der Meteorologischen Gesellschaft und der Aeronautischen Gesellschaft von Großbritannien.
Einer breiten Öffentlichkeit bekannt wurde Glaisher als Pionier der Aerologie. Gemeinsam mit dem Ballonfahrer Henry Coxwell unternahm er zwischen 1862 und 1866 insgesamt 28 wissenschaftliche Ballonfahrten. Auf ihrer siebenten Luftfahrt am 5. September 1862 stiegen sie im offenen Korb auf etwa 8.800 Meter, was eine bis dahin noch von keinem Menschen erreichte Höhe war. Während Glaisher wegen der dünnen Luft das Bewusstsein verlor, konnte Coxwell nur unter Aufbietung seiner letzten Kräfte mit seinen Zähnen an der Ventilleine ziehen, um das Gasablassventil zu öffnen und den Ballon zum Absinken zu bringen.
Während der in The Aeronauts dargestellte Ballonflug auf dem Flug der beiden vom 5. September 1862 basiert, wurde Coxwell durch die fiktive junge Witwe Amelia Wren ersetzt. Diese Figur basiert auf mehreren wirklich lebenden Ballonfahrerinnen und Abenteurerinnen, so Sophie Blanchard, die erste Frau, die als professionelle Ballonfahrerin arbeitete und nach dem Tod ihres Mannes eine gefeierte Aeronautin wurde, die Britin Margaret Graham und Amelia Earhart, die berühmte US-amerikanische Fliegerin.

## Produktion

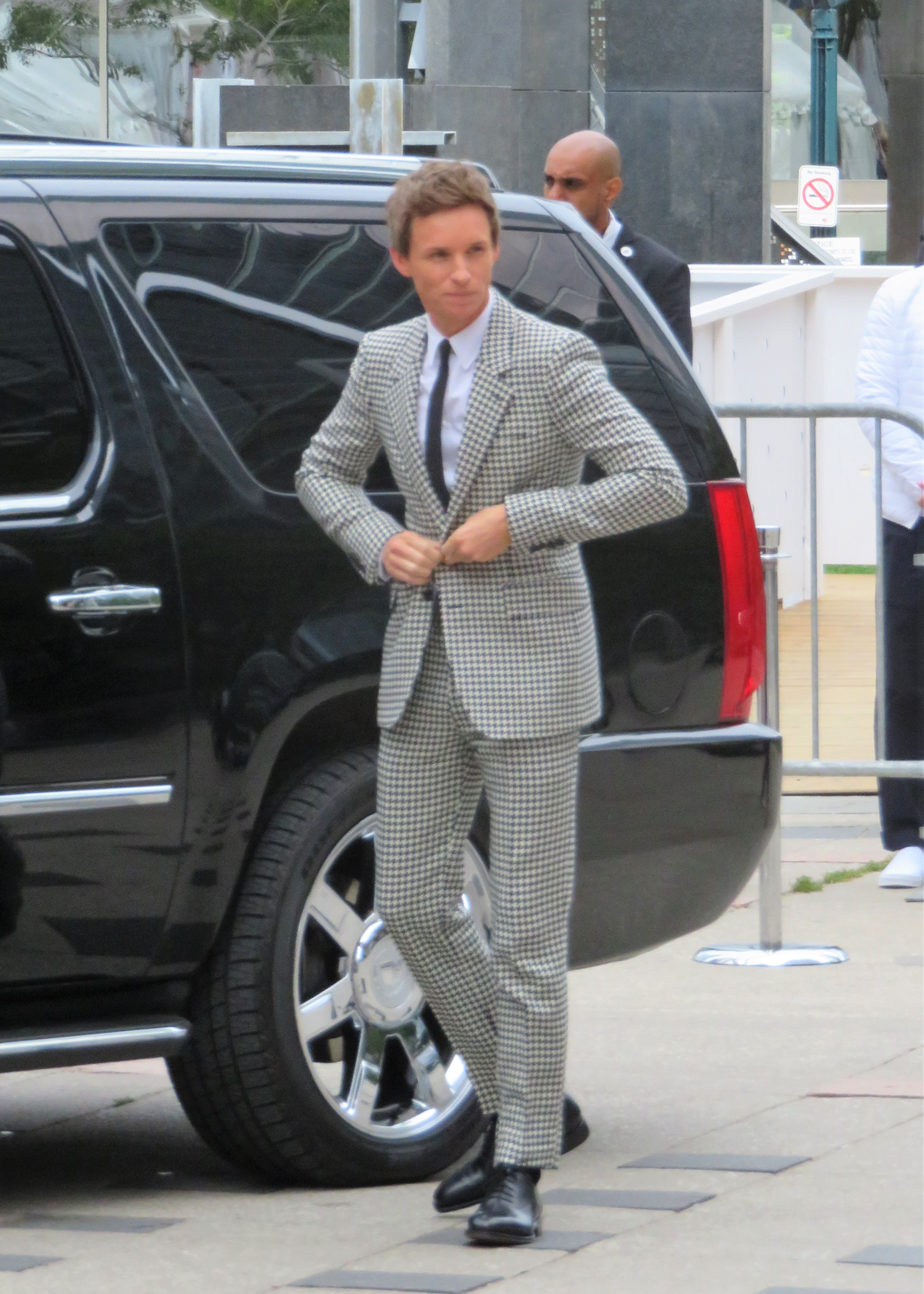
Eddie Redmayne bei der Vorstellung des Films im Rahmen des Toronto International Film Festivals 2019

Der Film wurde von den Amazon Studios produziert.
Regie führte Tom Harper, der gemeinsam mit Jack Thorne auch das Drehbuch schrieb.
Eddie Redmayne übernahm die Rolle von James Glaisher, einem Meteorologen, der mit dem Ballonflug eine Theorie testen will, Felicity Jones spielt die junge Witwe Amelia Wren. Beide standen zuletzt gemeinsam für den Film Die Entdeckung der Unendlichkeit aus dem Jahr 2014 vor der Kamera. Amelias verstorbener, abenteuerlustiger Ehemann Pierre Rennes wird von Vincent Perez gespielt und ist in Rückblenden zu sehen, die eine kleine Hintergrundgeschichte erzählen. Himesh Patel spielt Glaishers Assistenten John Trew, der die Reise vom Boden aus verfolgt. Tom Courtenay spielt den demenzkranken Vater.
Gedreht wurde in London und an anderen Orten im Vereinigten Königreich. So drehte man in den West London Film Studios, Außenaufnahmen entstanden am Greenwich Naval College und im Regent’s Park, Innenaufnahmen im Claydon House in Buckinghamshire und im Hatfield House in Hertfordshire. Authentizität habe für ihn und seine Kollegen oberste Priorität gehabt, so Produzent Todd Lieberman. Daher wurde versucht, so viel mit einem echten Ballon am Himmel zu filmen, wie es das Wetter erlaubt. Szenen in einem echten Heißluftballon entstanden, während ein Helikopter alles einfing. Als Kameramann fungierte George Steel.
Für die Kostüme zeichnete die Oscar-Preisträgerin Alexandra Byrne verantwortlich. Die Filmmusik komponiert Steven Price.
Erstes Bildmaterial wurde im August 2018 vorgestellt. Ende August 2019 stellten die Amazon Studios einen ersten Trailer vor. Der Film feierte am 30. August 2019 im Rahmen des Telluride Film Festivals seine Premiere. Ab 8. September 2019 erfolgten Vorstellungen im Rahmen des Toronto International Film Festivals. Anfang Oktober 2019 wurde er beim London Film Festival vorgestellt. Der Film kam am 8. November 2019 in die Kinos im Vereinigten Königreich, am 6. Dezember 2019 in die US-Kinos und wurde am 20. Dezember 2019 in das Programm von Prime Video aufgenommen.

## Rezeption

### Altersfreigabe
In den USA wurde der Film von der MPAA als PG-13 eingestuft.

### Kritiken
Der Film konnte bislang 72 Prozent aller Kritiker bei Rotten Tomatoes überzeugen.
Todd McCarthy vom Hollywood Reporter schreibt, dieses Abenteuer, das sehr lebhaft in nahezu Echtzeit erzählt wird, biete Spannung und einzigartige Figuren, die das Publikum ansprechen sollten. Regisseur Tom Harper erwecke diese ungewöhnliche Geschichte zu neuem Leben. Obwohl die im wirklichen Leben ernsten Absichten von Glaishers Expeditionen anerkannt werden, behauptet niemand, dass das, was wir sehen, tatsächliche Geschichte ist.
Gregory Ellwood von The Playlist hebt in seiner Kritik besonders die Ausstattung von David Hindle und Christian Huband, die Arbeit des Kameramanns George Steel sowie Harpers Team für die digitalen Effekte hervor, die in Kombination eine Reise erschaffen haben, die gleichzeitig realistisch und leicht fantastisch wirke.

### Einspielergebnis
Bei einem Budget von 40 Millionen US-Dollar spielte der Film weltweit weniger als 4 Millionen Euro ein.

### Auszeichnungen
Critics’ Choice Movie Awards 2020
- Nominierung für die Besten visuellen Effekte

Saturn Awards 2021
- Nominierung als Bester Independentfilm

Visual Effects Society Awards 2020
- Nominierung in der Kategorie Visuelle Effekte als Unterstützung in einem fotorealistischen Spielfilm (Louis Morin, Annie Godin, Christian Kaestner, Ara Khanikian und Mike Dawson)[18]

## Synchronisation
Die deutsche Synchronisation entstand nach einem Dialogbuch und der Dialogregie von Gerd Naumann im Auftrag der Studio Hamburg Synchron GmbH.
| Darsteller       | Synchronsprecher | Rolle           |
| ---------------- | ---------------- | --------------- |
| Felicity Jones   | Nora Jokhosha    | Amelia Wren     |
| Eddie Redmayne   | Timmo Niesner    | James Glaisher  |
| Himesh Patel     | Jesse Grimm      | John Trew       |
| Phoebe Fox       | Simona Pahl      | Antonia         |
| Tom Courtenay    | Eckart Dux       | Arthur Glaisher |
| Vincent Perez    | Sascha Rotermund | Pierre Rennes   |
| Thomas Arnold    | Lutz Schnell     | Charles Green   |
| Lewin Lloyd      | Emil Mohr        | Charlie         |
| Anne Reid        | Isabella Grothe  | Ethel Glaisher  |
| Robert Glenister | Eberhard Haar    | Ned Chambers    |
| Rebecca Front    | Anja Topf        | Tante Frances   |
| Tim McInnerny    | Bernd Vollbrecht | Airy            |